# 12327 Тербрюґґен
12327 Тербрюґґен (12327 Terbrüggen) — астероїд головного поясу, відкритий 21 вересня 1992 року.
Тіссеранів параметр щодо Юпітера — 3,581.